# Moschea Rossa
La moschea Rossa (in albanese Xhamia e Kuqe) è un'altra moschea diroccata (nella stessa zona si trova infatti anche la moschea Bianca) situata nel castello di Berat, a Berat, in Albania. Rientra nei monumenti culturali religiosi dell'Albania dal 1961.

## Galleria d'immagini

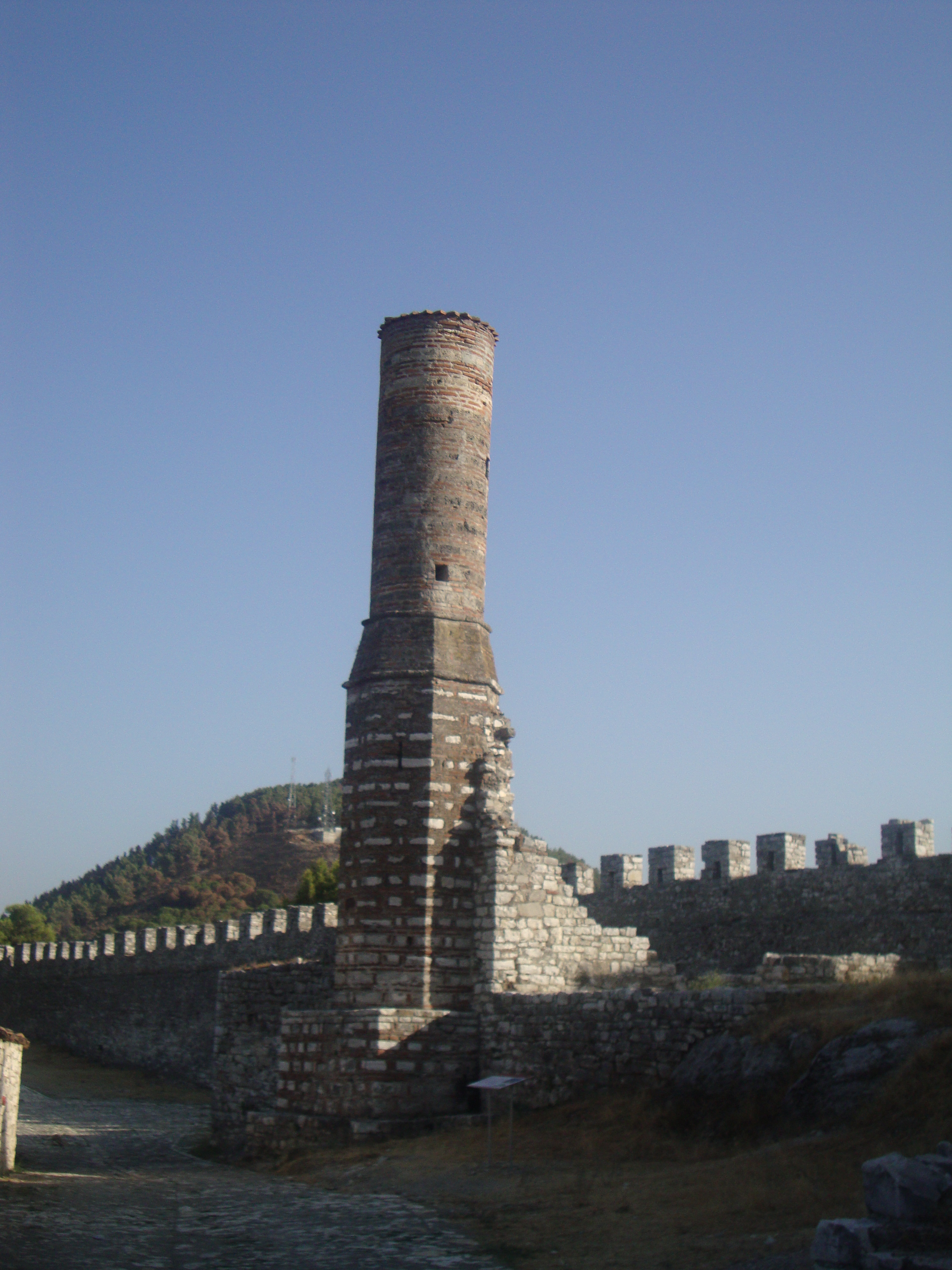
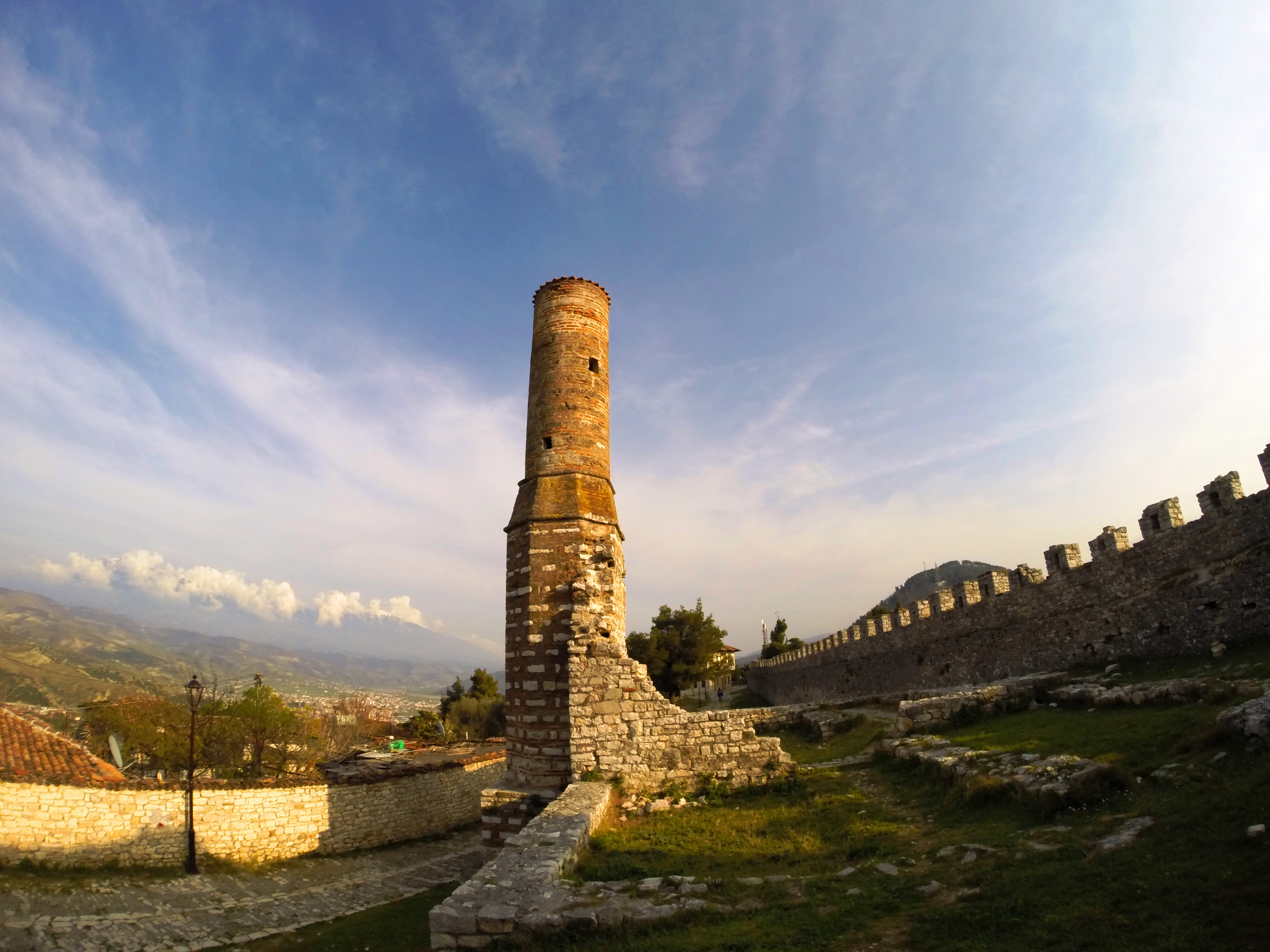
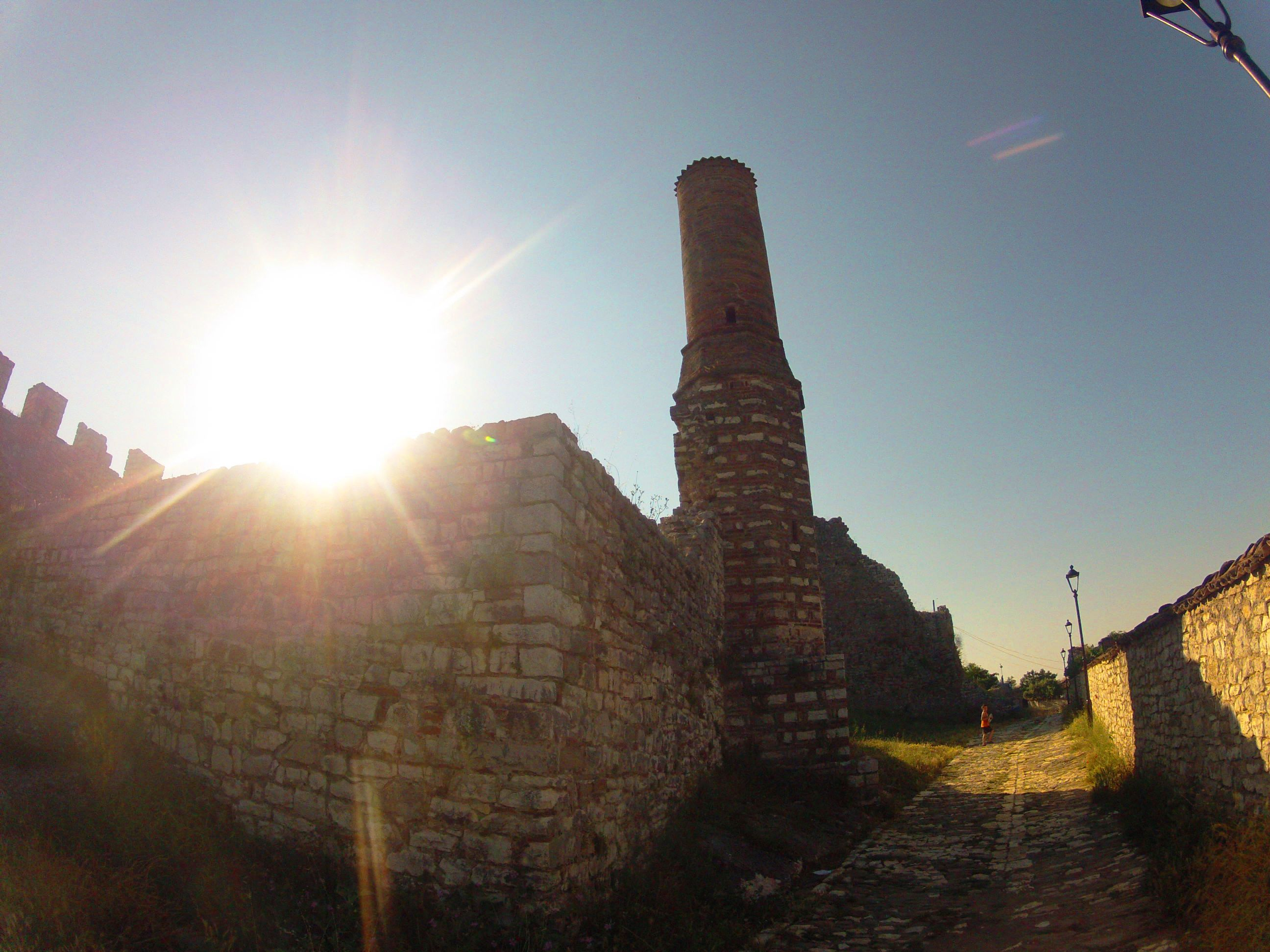